# Amiota onchopyga
Amiota onchopyga este o specie de muște din genul Amiota, familia Drosophilidae, descrisă de Nishiharu în anul 1979. Conform Catalogue of Life specia Amiota onchopyga nu are subspecii cunoscute.